# Теему Лассіла
Теему Лассіла (фін. Teemu Lassila; 26 березня 1983, м. Гельсінкі, Фінляндія) — фінський хокеїст, воротар. Виступає за «Барис» (Астана) у Континентальній хокейній лізі.
Вихованець хокейної школи ХТ «Сало». Виступав за ТПС (Турку), «Юргорден» (Стокгольм), ГПК Гямеенлінна, ЛеКі (Лемпяаля), «Кієкко-Вантаа», «Металург» (Новокузнецьк), «Векше Лейкерс».
У складі національної збірної Фінляндії учасник чемпіонату світу 2011 (3 матчі). 
Батько: Ханну Лассіла.
Досягнення
- Чемпіон світу (2011)
- Срібний призер чемпіонату Фінляндії (2004, 2010).